# Arctosa deserta
Espèce
Synonymes
- Lycosa deserta O. Pickard-Cambridge, 1872

Arctosa deserta est une espèce d'araignées aranéomorphes de la famille des Lycosidae.

## Distribution
Cette espèce n'a pour le moment été observée qu'en Israël et en Syrie.

## Publication originale
- O. Pickard-Cambridge, 1872 : General list of the spiders of Palestine and Syria, with descriptions of numerous new species, and characters of two new genera. Proceedings of the Zoological Society of London, vol. 1871, p. 212-354 (texte intégral).